# Celastrina algernoni
Celastrina algernoni is een vlinder uit de familie van de Lycaenidae. De wetenschappelijke naam van de soort is voor het eerst gepubliceerd in 1917 door Hans Fruhstorfer.
De soort komt voor in de Filipijnen en in Maleisië (Sabah).

## Ondersoorten
- Celastrina algernoni algernoni
  - = Celastrina kawazoei nuydai Hayashi & Iwanaga, 1974
- Celastrina algernoni kadazanensis Barlow, Banks & Holloway, 1971
  - = Celastrina kawazoei Hayashi & Iwanaga, 1974
  - = Lycaenopsis philippina kadazanensis Barlow, Banks & Holloway, 1971